# ألفرد لو كلارك
ألفرد لو كلارك (بالفرنسية: Alfred Leclerc )‏ (و. 1843 – 1915 م) هو مهندس معماري، من فرنسا، ولد في باريس، توفي عن عمر يناهز 72 عاماً.

## التعليم
تعلم في المدرسة الوطنية للفنون الجميلة.

## جوائز
حصل على جوائز منها:
- جائزة روما (1868).